# Halterofília als Jocs Olímpics d'estiu de 2012
Als Jocs Olímpics d'Estiu de 2012, realitzats a la ciutat de Londres (Anglaterra, Regne Unit), es disputaren quinze proves d'halterofília, vuit en categoria masculina i set en categoria femenina.
La competició se celebrà entre els dies 28 de juliol i el 7 d'agost a les instal·lacions de l'ExCeL London.

## Calendari
| Halterofília als Jocs Olímpics d'estiu de 2012 | Halterofília als Jocs Olímpics d'estiu de 2012 | Halterofília als Jocs Olímpics d'estiu de 2012 | Halterofília als Jocs Olímpics d'estiu de 2012 | Halterofília als Jocs Olímpics d'estiu de 2012 | Halterofília als Jocs Olímpics d'estiu de 2012 | Halterofília als Jocs Olímpics d'estiu de 2012 | Halterofília als Jocs Olímpics d'estiu de 2012 | Halterofília als Jocs Olímpics d'estiu de 2012 | Halterofília als Jocs Olímpics d'estiu de 2012 | Halterofília als Jocs Olímpics d'estiu de 2012 | Halterofília als Jocs Olímpics d'estiu de 2012 | Halterofília als Jocs Olímpics d'estiu de 2012 | Halterofília als Jocs Olímpics d'estiu de 2012 | Halterofília als Jocs Olímpics d'estiu de 2012 | Halterofília als Jocs Olímpics d'estiu de 2012 | Halterofília als Jocs Olímpics d'estiu de 2012 | Halterofília als Jocs Olímpics d'estiu de 2012 | Halterofília als Jocs Olímpics d'estiu de 2012 | Halterofília als Jocs Olímpics d'estiu de 2012 | Halterofília als Jocs Olímpics d'estiu de 2012 | Halterofília als Jocs Olímpics d'estiu de 2012 |
| juliol- agost 2012                             | juliol- agost 2012                             | juliol- agost 2012                             | 25                                             | 26                                             | 27                                             | 28                                             | 29                                             | 30                                             | 31                                             | 1                                              | 2                                              | 3                                              | 4                                              | 5                                              | 6                                              | 7                                              | 8                                              | 9                                              | 10                                             | 11                                             | 12                                             |
| ---------------------------------------------- | ---------------------------------------------- | ---------------------------------------------- | ---------------------------------------------- | ---------------------------------------------- | ---------------------------------------------- | ---------------------------------------------- | ---------------------------------------------- | ---------------------------------------------- | ---------------------------------------------- | ---------------------------------------------- | ---------------------------------------------- | ---------------------------------------------- | ---------------------------------------------- | ---------------------------------------------- | ---------------------------------------------- | ---------------------------------------------- | ---------------------------------------------- | ---------------------------------------------- | ---------------------------------------------- | ---------------------------------------------- | ---------------------------------------------- |
| Halterofília                                   | Halterofília                                   | Halterofília                                   |                                                |                                                |                                                | 1                                              | 2                                              | 2                                              | 2                                              | 2                                              |                                                | 2                                              | 1                                              | 1                                              | 1                                              | 1                                              |                                                |                                                |                                                |                                                |                                                |

## Resum de medalles

### Categoria masculina
| Prova            | Or                      | Plata                      | Bronze                 |
| – 56 kg detalls  | Yun Chol Om (PRK)       | Jingbiao Wu (CHN)          | Valentin Hristov (AZE) |
| – 62 kg detalls  | Un Guk Kim (PRK)        | Óscar Figuero (COL)        | Eko Yuli Irawan (INA)  |
| – 69 kg detalls  | Lin Qingfeng (CHN)      | Triyatno (INA)             | Răzvan Martin (ROU)    |
| – 77 kg detalls  | Xiaojun Lu (CHN)        | Haojie Lu (CHN)            | Ivan Cambar (CUB)      |
| – 85 kg detalls  | Adrian Zieliński (POL)  | Apti Aukhadov (RUS)        | Kianoush Rostami (IRN) |
| – 94 kg detalls  | Ilya Ilin (KAZ)         | Aleksandr Ivanov (RUS)     | Anatolie Cîrîcu (MDA)  |
| – 105 kg detalls | Oleksiy Torokhtiy (UKR) | Navab Nassirshalal (IRN)   | Bartomiej Bonk (POL)   |
| + 105 kg detalls | Behdad Salimi (IRN)     | Sajjad Anoushiravani (IRN) | Ruslan Albegov (RUS)   |

### Categoria femenina
| Prova           | Or                        | Plata                      | Bronze                     |
| – 48 kg detalls | Mingjuan Wang (CHN)       | Hiromi Miyake (JPN)        | Chun Hwa Ryang (PRK)       |
| – 53 kg detalls | Zulfiya Chinshani (KAZ)   | Shu-Ching Hsu (TPE)        | Cristina Iovu (MDA)        |
| – 58 kg detalls | Xueying Li (CHN)          | Pimsiri Sirikaew (THA)     | Yuliya Kalina (UKR)        |
| – 63 kg detalls | Maiya Maneza (KAZ)        | Svetlana Tsarukayeva (RUS) | Christine Girard (CAN)     |
| – 69 kg detalls | Jong Sim Rim (PRK)        | Roxana Daniela Cocos (ROU) | Maryna Shkermankova (BLR)  |
| – 75 kg detalls | Svetlana Podobedova (KAZ) | Natalya Zabolotnaya (RUS)  | Iryna Kulesha (BLR)        |
| + 75 kg detalls | Zhou Lulu (CHN)           | Tatiana Kashirina (RUS)    | Hripsime Khurshudyan (ARM) |

## Medaller
| Posició | País            | Or | Plata | Bronze | Total |
| 1       | R.P. de la Xina | 5  | 2     | 0      | 7     |
| 2       | Kazakhstan      | 4  | 0     | 0      | 4     |
| 3       | Corea del Nord  | 3  | 0     | 1      | 4     |
| 4       | Iran            | 1  | 2     | 1      | 4     |
| 5       | Polònia         | 1  | 0     | 1      | 2     |
| 5       | Ucraïna         | 1  | 0     | 1      | 2     |
| 7       | Rússia          | 0  | 5     | 1      | 6     |
| 8       | Indonèsia       | 0  | 1     | 1      | 2     |
| 8       | Romania         | 0  | 1     | 1      | 2     |
| 10      | Colòmbia        | 0  | 1     | 0      | 1     |
| 10      | Japó            | 0  | 1     | 0      | 1     |
| 10      | Tailàndia       | 0  | 1     | 0      | 1     |
| 10      | Xina Taipei     | 0  | 1     | 0      | 1     |
| 14      | Belarús         | 0  | 0     | 2      | 2     |
| 14      | Moldàvia        | 0  | 0     | 2      | 2     |
| 16      | Armènia         | 0  | 0     | 1      | 1     |
| 16      | Azerbaidjan     | 0  | 0     | 1      | 1     |
| 16      | Canadà          | 0  | 0     | 1      | 1     |
| 16      | Cuba            | 0  | 0     | 1      | 1     |
| Total   | Total           | 15 | 15    | 15     | 45    |